# Montmaurin
Montmaurin est une commune française située dans l'ouest du département de la Haute-Garonne et la région Occitanie.
Sur le plan historique et culturel, la commune est dans le pays de Comminges, correspondant à l’ancien comté de Comminges, circonscription de la province de Gascogne située sur les départements actuels du Gers, de la Haute-Garonne, des Hautes-Pyrénées et de l'Ariège. Exposée à un climat océanique altéré, elle est drainée par la Save, la Seygouade, et par divers autres petits cours d'eau. La commune possède un patrimoine naturel remarquable composé d'une zone naturelle d'intérêt écologique, faunistique et floristique.
Montmaurin est une commune rurale qui compte 192 habitants en 2022, après avoir connu un pic de population de 570 habitants en 1851..
Ses habitants sont appelés les Montmaurinois.
Le patrimoine architectural de la commune comprend deux  immeubles protégés au titre des monuments historiques : la villa gallo-romaine, classée en 1949, et les grottes de Montmaurin (grotte Boule, abri de la Terrasse, grotte de Coupe-Gorge et Niche), classées en 1949.

## Géographie

### Localisation

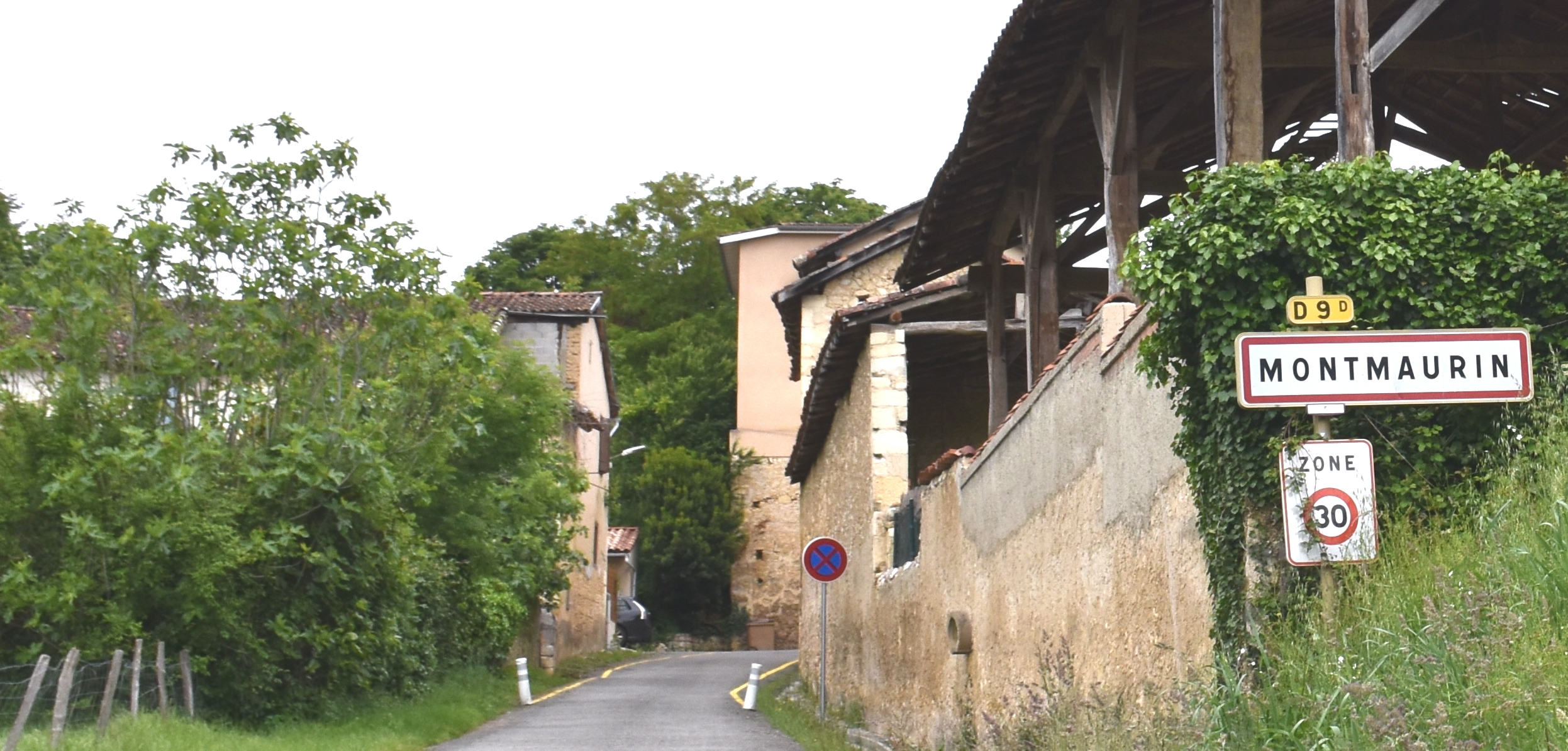
Une entrée de la commune.

La commune de Montmaurin se trouve dans le département de la Haute-Garonne, en région Occitanie.
Elle se situe à 78 km à vol d'oiseau de Toulouse, préfecture du département, et à 15 km de Saint-Gaudens, sous-préfecture.
Les communes les plus proches sont : 
Lespugue (2,6 km), Sarremezan (3,0 km), Nizan-Gesse (3,4 km), Sarrecave (3,5 km), Larroque (3,9 km), Blajan (4,1 km), Charlas (4,6 km), Cardeilhac (4,7 km).
Sur le plan historique et culturel, Montmaurin fait partie du pays de Comminges, correspondant à l’ancien comté de Comminges, circonscription de la province de Gascogne située sur les départements actuels du Gers, de la Haute-Garonne, des Hautes-Pyrénées et de l'Ariège.
Les communes limitrophes sont  Blajan, Larroque, Lespugue, Nizan-Gesse et Sarremezan.
|             | Blajan     |            |
| Nizan-Gesse | Montmaurin | Lespugue   |
|             | Larroque   | Sarremezan |

### Géologie et relief

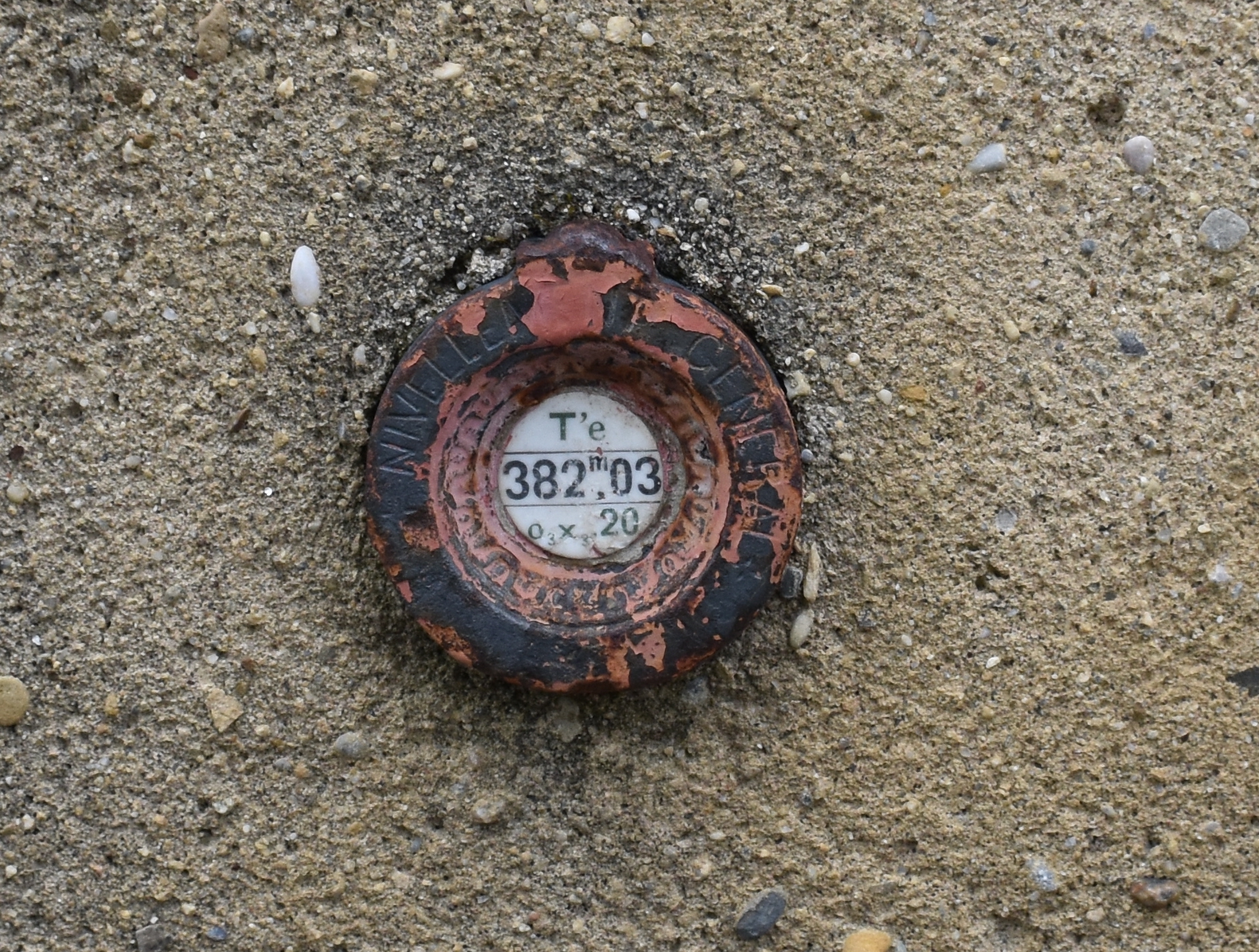
Borne de nivellement sur l'église - altitude 382 m.

La superficie de la commune est de 845 hectares. Son altitude varie de 284 m à la pointe nord-est de la commune, à 432 m à la pointe nord-ouest occupée par le sommet du Tuco de la Maute, un relief partagé entre les trois communes de Montmaurin, Nizan-Gesse à l'ouest et Blajan au nord-ouest.
Montmaurin est à l'extrémité ouest des Petites Pyrénées, sur « la dernière ride nord-pyrénéenne calcaire » ; le village lui-même est sis sur un prolongement de l'anticlinal du massif du Plantaurel, constitué selon M. Delpoux   (2014) de couches de calcaires à algues et milioles dano-montiens. Cailhol et al.   (2019) précise que le dôme de Lespugue-Montmaurin est un brachy-anticlinal qui résulte de la poussée du chevauchement frontal nord-pyrénéen et s'allonge dans la direction sud-ouest / nord-est sur 5 km.

### Hydrographie

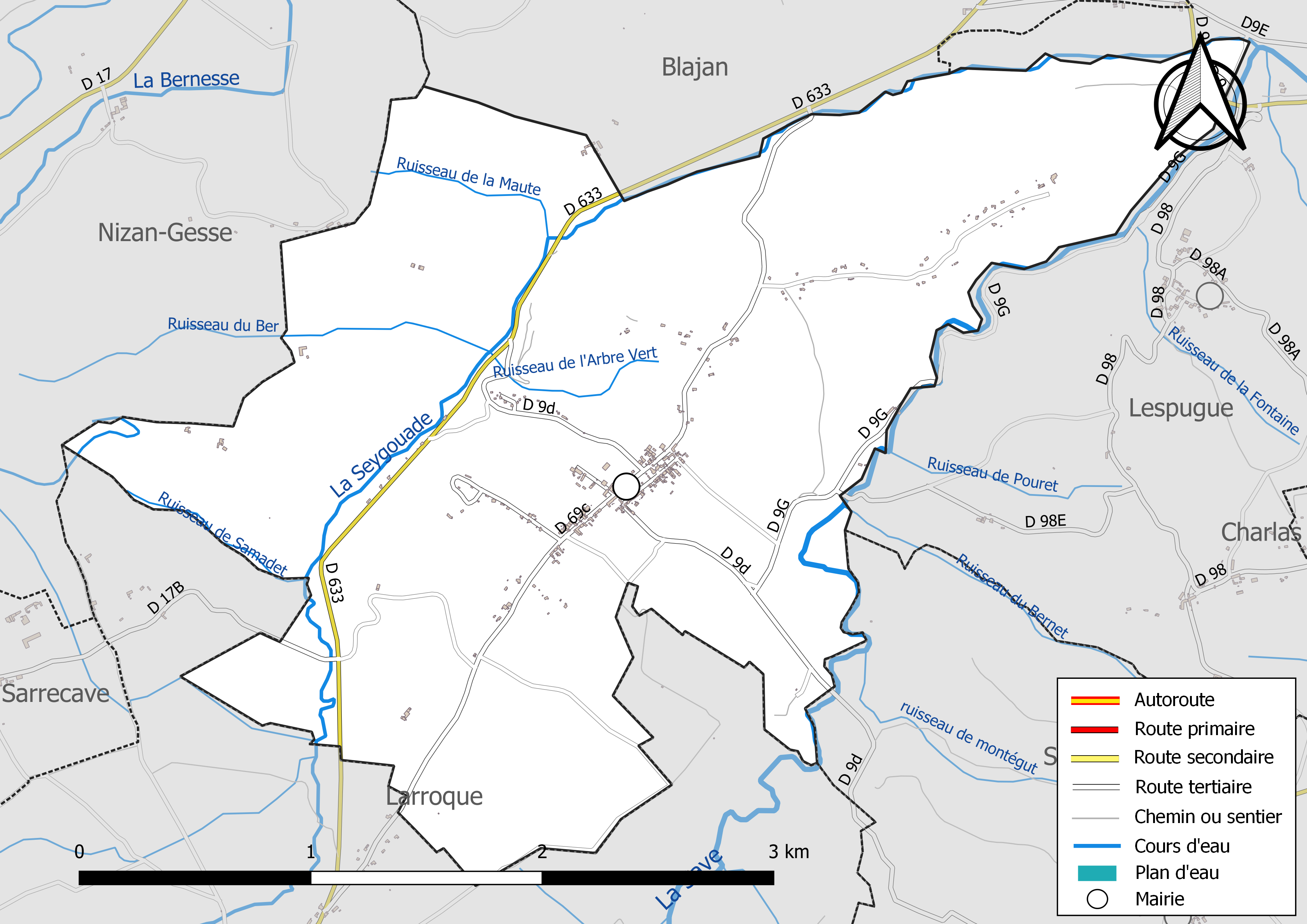
Réseaux hydrographique et routier de Montmaurin.

La commune est dans le bassin de la Garonne, au sein du bassin hydrographique Adour-Garonne. Elle est drainée par la Save, la Seygouade, le ruisseau de la Maute, le ruisseau de l'Arbre Vert, le ruisseau de Pouret, le ruisseau de Samadet, le ruisseau du Ber le ruisseau du Bernet et par deux petits cours d'eau, constituant un réseau hydrographique de 11 km de longueur totale,.
La Save, d'une longueur totale de 143 km, prend sa source dans la commune de Lannemezan (65) et s'écoule du sud-ouest vers le nord-est. Elle traverse la commune et se jette dans la Garonne à Grenade, après avoir traversé 46 communes.
La Seygouade, d'une longueur totale de 16,7 km, prend sa source dans la commune de Cazaril-Tambourès et s'écoule du sud-ouest vers le nord-est. Elle traverse la commune et se jette dans La Save à Lespugue, après avoir traversé 6 communes.

### Climat
Pour des articles plus généraux, voir Climat de l'Occitanie et Climat de la Haute-Garonne.
En 2010, le climat de la commune est de type climat océanique altéré, selon une étude s'appuyant sur une série de données couvrant la période 1971-2000. En 2020, Météo-France publie une typologie des climats de la France métropolitaine dans laquelle la commune est dans une zone de transition entre le climat océanique altéré et le climat de montagne ou de marges de montagne et est dans la région climatique Pyrénées centrales, caractérisée par une pluviométrie annuelle de 1 000 à 1 200 mm.
Pour la période 1971-2000, la température annuelle moyenne est de 12,4 °C, avec une amplitude thermique annuelle de 14,8 °C. Le cumul annuel moyen de précipitations est de 955 mm, avec 9,5 jours de précipitations en janvier et 6,8 jours en juillet. Pour la période 1991-2020, la température moyenne annuelle observée sur la station météorologique la plus proche, située dans la commune de Clarac à 14 km à vol d'oiseau, est de 12,5 °C et le cumul annuel moyen de précipitations est de 804,9 mm,. Pour l'avenir, les paramètres climatiques de la commune estimés pour 2050 selon différents scénarios d'émission de gaz à effet de serre sont consultables sur un site dédié publié par Météo-France en novembre 2022.

### Milieux naturels et biodiversité

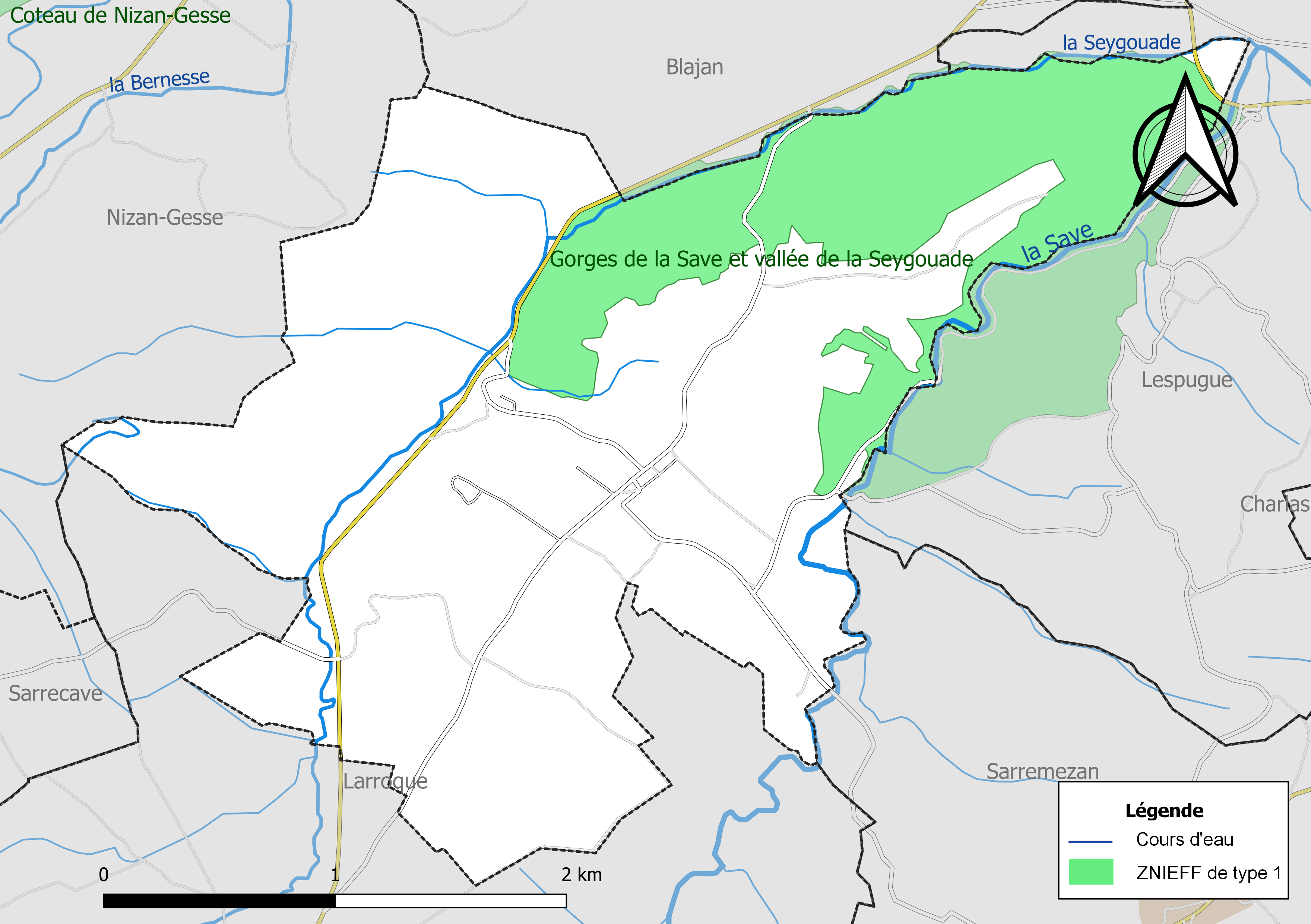
Carte de la ZNIEFF de type 1 localisée dans la commune.

L’inventaire des zones naturelles d'intérêt écologique, faunistique et floristique (ZNIEFF) a pour objectif de réaliser une couverture des zones les plus intéressantes sur le plan écologique, essentiellement dans la perspective d’améliorer la connaissance du patrimoine naturel national et de fournir aux différents décideurs un outil d’aide à la prise en compte de l’environnement dans l’aménagement du territoire.
Une ZNIEFF de type 1 est recensée dans la commune :
les « gorges de la Save et vallée de la Seygouade » (280 ha), couvrant 3 communes du département.

## Urbanisme

### Typologie
Au 1er janvier 2024, Montmaurin est catégorisée commune rurale à habitat très dispersé, selon la nouvelle grille communale de densité à sept niveaux définie par l'Insee en 2022.
Elle est située hors unité urbaine et hors attraction des villes,.

### Occupation des sols
L'occupation des sols de la commune, telle qu'elle ressort de la base de données européenne d’occupation biophysique des sols Corine Land Cover (CLC), est marquée par l'importance des territoires agricoles (58,6 % en 2018), une proportion identique à celle de 1990 (58,6 %). La répartition détaillée en 2018 est la suivante : 
forêts (41,4 %), zones agricoles hétérogènes (36,5 %), prairies (14,2 %), terres arables (7,9 %). L'évolution de l’occupation des sols de la commune et de ses infrastructures peut être observée sur les différentes représentations cartographiques du territoire : la carte de Cassini (XVIIIe siècle), la carte d'état-major (1820-1866) et les cartes ou photos aériennes de l'IGN pour la période actuelle (1950 à aujourd'hui).

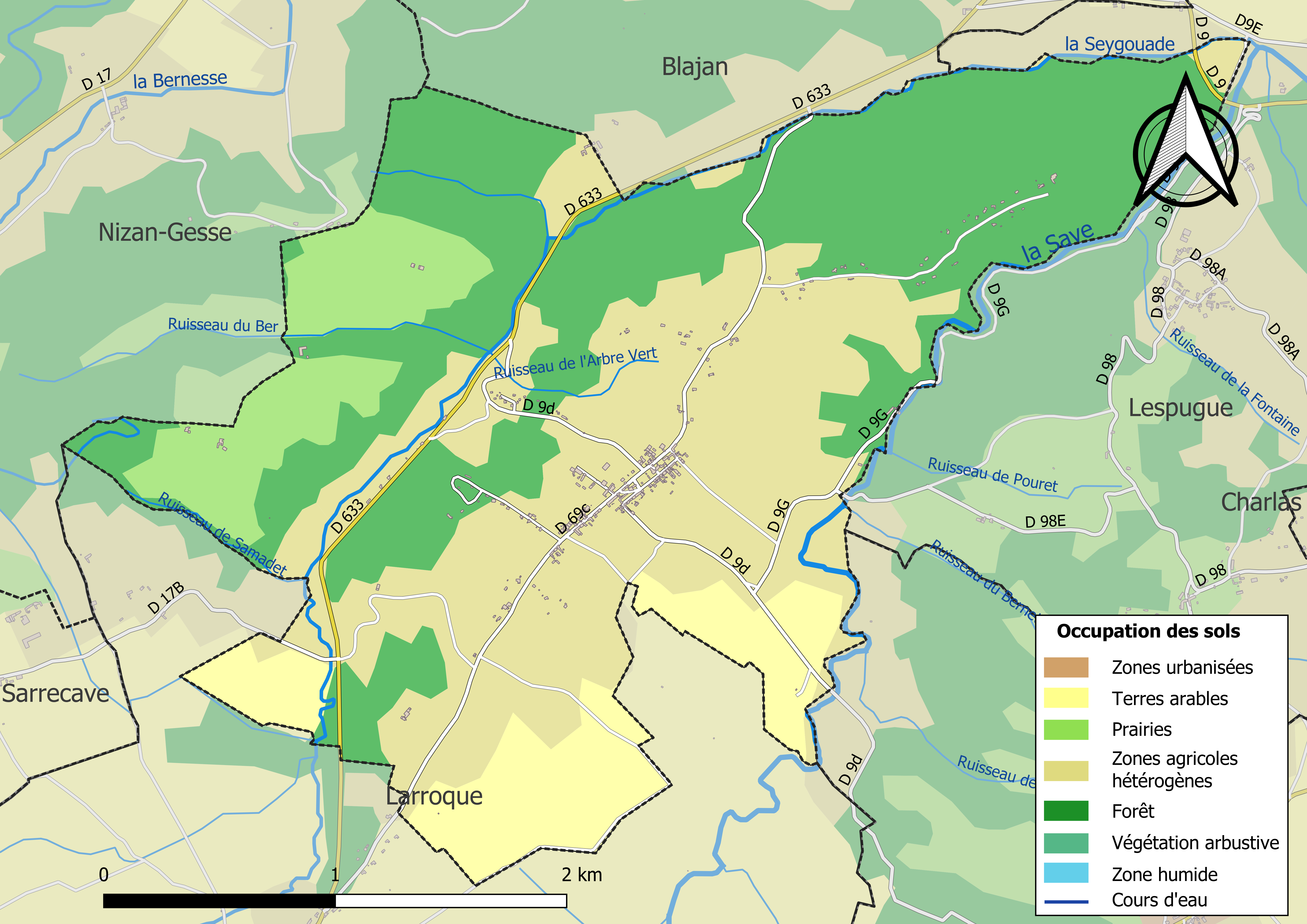
Carte des infrastructures et de l'occupation des sols de la commune en 2018 (CLC).

### Voies de communication et transports
Accès par la ligne régulière de transport interurbain du réseau Arc-en-ciel (anciennement SEMVAT).

### Risques majeurs
Le territoire de la commune de Montmaurin est vulnérable à différents aléas naturels : météorologiques (tempête, orage, neige, grand froid, canicule ou sécheresse), inondations et séisme (sismicité modérée). Un site publié par le BRGM permet d'évaluer simplement et rapidement les risques d'un bien localisé soit par son adresse soit par le numéro de sa parcelle.
Certaines parties du territoire communal sont susceptibles d’être affectées par le risque d’inondation par débordement de cours d'eau, notamment la Seygouade. La commune a été reconnue en état de catastrophe naturelle au titre des dommages causés par les inondations et coulées de boue survenues en 1982, 1999 et 2009,.

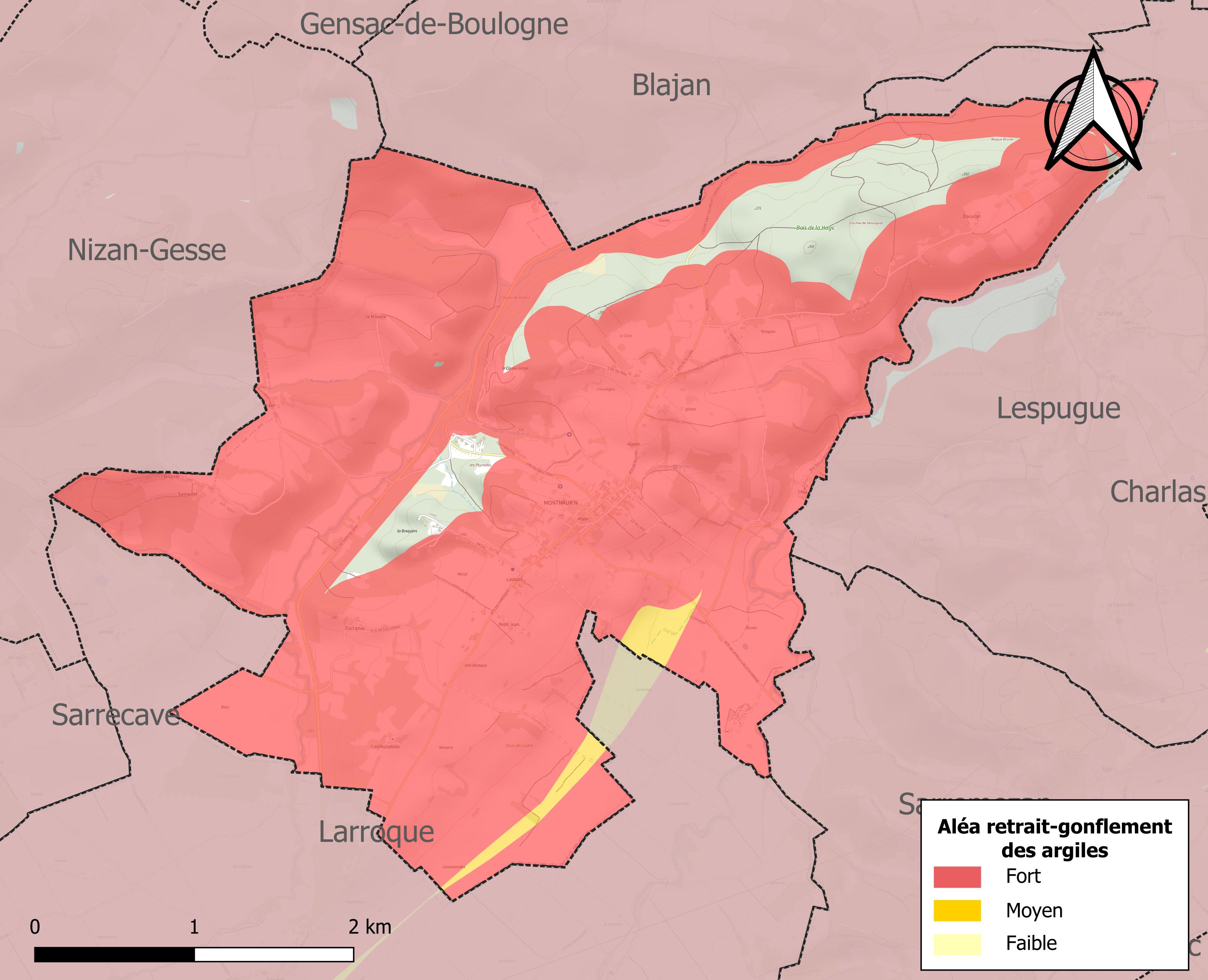
Carte des zones d'aléa retrait-gonflement des sols argileux de Montmaurin.

Le retrait-gonflement des sols argileux est susceptible d'engendrer des dommages importants aux bâtiments en cas d’alternance de périodes de sécheresse et de pluie. 90,7 % de la superficie communale est en aléa moyen ou fort (88,8 % au niveau départemental et 48,5 % au niveau national). Sur les 143 bâtiments dénombrés dans la commune en 2019, 134 sont en aléa moyen ou fort, soit 94 %, à comparer aux 98 % au niveau départemental et 54 % au niveau national. Une cartographie de l'exposition du territoire national au retrait gonflement des sols argileux est disponible sur le site du BRGM,.
Par ailleurs, afin de mieux appréhender le risque d’affaissement de terrain, l'inventaire national des cavités souterraines permet de localiser celles situées dans la commune.
Concernant les mouvements de terrains, la commune a été reconnue en état de catastrophe naturelle au titre des dommages causés par la sécheresse en 1989, 1991, 1992, 1993, 1994 et 2003 et par des mouvements de terrain en 1999.

## Histoire
Le territoire de Montmaurin est exceptionnellement riche en vestiges préhistoriques et historiques, que la commune peine à mettre en valeur. Quelque trente sites connus dans la commune et la partie limitrophe de la commune de Lespugue (grottes de Lespugue dans les gorges de la Save), attestent d'une occupation humaine couvrant la quasi-totalité des périodes préhistoriques et historiques depuis le Paléolithique inférieur jusqu'au bas Moyen-Âge.

### Préhistoire
Les prémices de l'ère moustérienne ont laissé en témoignage un atelier de façonnage de bifaces du Paléolithique ancien (Acheuléen), site de plein air dans les sables de Montmaurin et les grès d'Esclignac,. Selon Jaubert (2008), Esclignac date de l'Acheuléen récent. Jarry (1994) le donne comme Moustérien rissien
Les grottes de Montmaurin, dans les gorges de la Seygouade, ont été occupées depuis le Paléolithique moyen ; elles ont notamment livré en 1949 la célèbre mandibule de Montmaurin (environ 200 000 ans), considérée pendant un temps comme le plus vieux fossile d'hominidé connu en France.

### Antiquité
Les villas gallo-romaines de Lassalles et de la Hillère sont des vestiges d'une occupation gallo-romaine bien implantée.

### Moyen-Âge
L'histoire moyenâgeuse de Montmaurin est encore peu connue, éclipsée comme elle l'a été jusqu'à présent par les retentissantes découvertes concernant les périodes précédentes tant préhistoriques que de l'époque gallo-romaine. Les récentes découvertes pourraient bien atteindre la célébrité elles aussi, à condition de ne pas être détruites pour un profit commercial.
Le castrum du bois de la Hage ou « Le Castet »
Avec la menace de l'établissement d'une carrière au Castet, à proximité immédiate du site des grottes préhistoriques de Montmaurin, un diagnostic archéologique a été réalisé en 2010 (Jarry et al. 2011) au lieu-dit « bois de la Hage » (nom sur la carte IGN) et au lieu-dit « Roquebrune » plus au nord. Localement, ce dernier lieu est aussi appelé « Coume Day Hourquat et Causere » ou carrière Dufau, du nom de l'entreprise qui en avait commencé l'exploitation. Le diagnostic archéologique du S.R.A. donne le nom de « Le Castet », inconnu par ailleurs mais des plus explicite.
Cette fouille de prévention a révélé la présence d'un ensemble fortifié datant de la fin du XIIe siècle ou du début du XIIIe siècle, dans un état de conservation variable selon les parties considérées. La partie conservée de la basse cour serait de plus de 1 000 m2 ; la surface totale de cet ensemble médiéval avoisinerait les 6 000 m2. Les parties préservées ont livré du mobilier (céramiques, chape de boucle…) et des éléments architecturaux, le tout formant un ensemble remarquable par sa rareté considérant cette période dans le toulousain. Ces vestiges sont particulièrement intéressants pour les éclaircissements qu'ils apportent sur le système féodal du Nébouzan précédant le traité de Corbeil de 1258. Des textes mentionnant un « castrum de Roquebrune » pourraient se rapporter à cet ensemble, mais ceci reste à démêler d'autres sites auxquels s'applique le même nom, dont le « castrum de Roquebrune » dans la commune du Mas-d'Azil (Ariège). La dernière mention du « castrum de Roquebrune » de Montmaurin date de 1343. Il relevait peut-être du fief assez méconnu des seigneurs de Mirepoix, qui aurait commandé une partie des terroirs dits de la Hage, Roquebrune et Bacuran. Avant 1270, ce fief était dans la mouvance des domaines commingeois ; il a intégré la châtellenie fuxéenne de Saint-Plancard à partir du dernier tiers du XIIIe siècle. Cette dernière seigneurie est à l'origine de la création de la bastide de Montmaurin.
Le mémoire de maîtrise de Frédérique Gellis (1999) mentionne ce château dit « de Roquebrune ». L'abbé Couret en a parcouru les ruines et en a fait une courte description au début du XXe siècle. Georges Fouet les mentionne aussi en 1974. Stéphane Fargeot a fait un relevé des pans de murs subsistants les plus accessibles en 2008.
Ce site important est directement menacé par le projet d'une nouvelle carrière d'exploitation des calcaires du massif.

### Héraldique
| Montmaurin | Son blasonnement est : Écartelé : au premier d'or aux trois pals de gueules, au deuxième et au troisième de sable à la croix de Malte d'argent, au quatrième d'or aux deux vaches de gueules, accornées, colletées et clarinées d'azur, passant l'une sur l'autre ; sur le tout de sable à la colonne antique d'argent et à la filière du même. |

## Politique et administration

### Administration municipale
Le nombre d'habitants au recensement de 2011 étant compris entre 100 et 499, le nombre de membres du conseil municipal pour l'élection de 2014 est de onze,.

### Rattachements administratifs et électoraux
Commune faisant partie de la huitième circonscription de la Haute-Garonne, de la communauté de communes Cœur et Coteaux de Comminges et du canton de Saint-Gaudens (avant le redécoupage départemental de 2014, Montmaurin faisait partie de l'ex-canton de Boulogne-sur-Gesse et avant le 1er janvier 2017 elle faisait partie de la communauté de communes du Boulonnais).

### Liste des maires
| Période                                  | Période   | Identité      | Étiquette | Qualité  |
| ---------------------------------------- | --------- | ------------- | --------- | -------- |
| mars 1989                                | 2014      | Daniel Gaspin | PS        |          |
| mars 2014                                | juin 2020 | Silvia Belair |           | Employée |
| juin 2020                                | En cours  | Gabriel Amiel |           | Retraité |
| Les données manquantes sont à compléter. |           |               |           |          |

## Population et société

### Démographie
L'évolution du nombre d'habitants est connue à travers les recensements de la population effectués dans la commune depuis 1793. Pour les communes de moins de 10 000 habitants, une enquête de recensement portant sur toute la population est réalisée tous les cinq ans, les populations de référence des années intermédiaires étant quant à elles estimées par interpolation ou extrapolation. Pour la commune, le premier recensement exhaustif entrant dans le cadre du nouveau dispositif a été réalisé en 2005.

En 2022, la commune comptait 192 habitants, en évolution de −8,57 % par rapport à 2016 (Haute-Garonne : +8,02 %, France hors Mayotte : +2,11 %).
| 1793 | 1800 | 1806 | 1821 | 1831 | 1836 | 1841 | 1846 | 1851 |
| ---- | ---- | ---- | ---- | ---- | ---- | ---- | ---- | ---- |
| 425  | 419  | 434  | 502  | 496  | 519  | 525  | 515  | 570  |

| 1856 | 1861 | 1866 | 1872 | 1876 | 1881 | 1886 | 1891 | 1896 |
| ---- | ---- | ---- | ---- | ---- | ---- | ---- | ---- | ---- |
| 500  | 484  | 475  | 453  | 444  | 427  | 437  | 391  | 349  |

| 1901 | 1906 | 1911 | 1921 | 1926 | 1931 | 1936 | 1946 | 1954 |
| ---- | ---- | ---- | ---- | ---- | ---- | ---- | ---- | ---- |
| 323  | 307  | 291  | 254  | 244  | 253  | 259  | 206  | 227  |

| 1962 | 1968 | 1975 | 1982 | 1990 | 1999 | 2005 | 2006 | 2010 |
| ---- | ---- | ---- | ---- | ---- | ---- | ---- | ---- | ---- |
| 186  | 178  | 191  | 225  | 205  | 198  | 213  | 212  | 226  |

| 2015 | 2020 | 2022 | - | - | - | - | - | - |
| ---- | ---- | ---- | - | - | - | - | - | - |
| 210  | 197  | 192  | - | - | - | - | - | - |

| selon la population municipale des années : | 1968 | 1975 | 1982 | 1990 | 1999 | 2006 | 2009 | 2013 |
| Rang de la commune dans le département      | 352  | 335  | 279  | 340  | 350  | 365  | 362  | 383  |
| Nombre de communes du département           | 592  | 582  | 586  | 588  | 588  | 588  | 589  | 589  |

### Enseignement
Montmaurin fait partie de l'académie de Toulouse.

### Culture et festivités
Fête locale (fin juillet), journées gallo-romaines (tous les ans), musée archéologique,les rencontres du cercle des amis de Terracor chaque premier dimanche du mois à compter de Mars

### Activités sportives
Chasse, pétanque, football (Association sportive montmaurinoise),

## Économie

### Revenus
En 2018  (données Insee publiées en septembre 2021), la commune compte 95 ménages fiscaux, regroupant 189 personnes. La médiane du revenu disponible par unité de consommation est de 18 370 € (23 140 € dans le département).

### Emploi
|                | 2008   | 2013   | 2018   |
| -------------- | ------ | ------ | ------ |
| Commune        | 13,7 % | 10,6 % | 11,5 % |
| Département    | 7,7 %  | 9,6 %  | 9,3 %  |
| France entière | 8,3 %  | 10 %   | 10 %   |

En 2018, la population âgée de 15 à 64 ans s'élève à 91 personnes, parmi lesquelles on compte 69 % d'actifs (57,5 % ayant un emploi et 11,5 % de chômeurs) et 31 % d'inactifs,. Depuis 2008, le taux de chômage communal (au sens du recensement) des 15-64 ans est supérieur à celui de la France et du département.
La commune est hors attraction des villes,. Elle compte 15 emplois en 2018, contre 16 en 2013 et 17 en 2008. Le nombre d'actifs ayant un emploi résidant dans la commune est de 58, soit un indicateur de concentration d'emploi de 26,9 % et un taux d'activité parmi les 15 ans ou plus de 35,1 %.
Sur ces 58 actifs de 15 ans ou plus ayant un emploi, 12 travaillent dans la commune, soit 20 % des habitants. Pour se rendre au travail, 76,4 % des habitants utilisent un véhicule personnel ou de fonction à quatre roues, 5,5 % les transports en commun, 1,8 % s'y rendent en deux-roues, à vélo ou à pied et 16,4 % n'ont pas besoin de transport (travail au domicile).

### Activités hors agriculture
11 établissements sont implantés  à Montmaurin au 31 décembre 2019.
Le secteur du commerce de gros et de détail, des transports, de l'hébergement et de la restauration est prépondérant dans la commune puisqu'il représente 27,3 % du nombre total d'établissements de la commune (3 sur les 11 entreprises implantées  à Montmaurin), contre 25,9 % au niveau départemental.

### Agriculture
|               | 1988 | 2000 | 2010 | 2020 |
| ------------- | ---- | ---- | ---- | ---- |
| Exploitations | 26   | 17   | 8    | 9    |
| SAU (ha)      | 537  | 473  | 336  | 232  |

La commune est dans les « Coteaux de Gascogne », une petite région agricole occupant une partie ouest du département de la Haute-Garonne, constitué d'un relief de cuestas et de vallées peu profondes, creusés par les rivières issues du massif pyrénéen, avec une activité de polyculture et d’élevage. En 2020, l'orientation technico-économique de l'agriculture dans la commune est la polyculture et/ou le polyélevage. Neuf exploitations agricoles ayant leur siège dans la commune sont dénombrées lors du recensement agricole de 2020 (26 en 1988). La superficie agricole utilisée est de 232 ha,,.

## Culture locale et patrimoine

### Villa gallo-romaine de Lassalles
La villa gallo-romaine de Lassalles a été fouillée en 1946 par Georges Fouet. Édifiée vers le milieu du Ier siècle, elle se serait développée jusqu'aux environs de 350 et aurait été remaniée au cours des IIIe et IVe siècles. Elle est l'une des plus vastes villas connues en France : ses bâtiments s'étendaient sur une superficie de 19 hectares. Elle ne comptait pas moins de 200 pièces, qui jouissaient d'un certain confort. Décorées de marbre ou de mosaïques, leurs fenêtres étaient vitrées et elles bénéficiaient d'un système de chauffage par le sol et de l'eau courante. Les fouilles ont permis de mettre au jour les vestiges du vestibule, du temple, du nymphée, de plusieurs cours et de nombreuses pièces d'habitation.

### Villa gallo-romaine de La Hillère
Juste à l'entrée des gorges de la Save se trouvent, près de la chapelle Notre-Dame de la Hillère, une deuxième villa gallo-romaine, de taille plus modeste, datant du second quart du IVe siècle. Elle était également ornée de marbre de Saint-Béat, de mosaïques, de sculptures et de représentations de divinités.

### Chapelle Notre-Dame-de-La-Hillère
La chapelle abrite désormais les mosaïques trouvées dans les deux villas gallo-romaines et particulièrement la mosaïque polychrome exceptionnelle de la grande salle de réception de La Hillère.

### Musée de Montmaurin
Le nouveau musée de Montmaurin, géré par le Centre des Monuments Nationaux et installé dans l'ancien presbytère, a été inauguré en janvier 2020. Il se présente comme un centre d'interprétation des trois sites situés dans la commune, et a fait l'objet d'une muséographie remaniée, plus moderne et plus accessible, visant à doubler la fréquentation touristique. Le CMN souhaite associer ce site à deux autres sites du Sud-Ouest, également gérés par lui : le château de Gramont et l'abbaye de Beaulieu-en-Rouergue, afin de proposer un parcours commun.
Le musée se compose de trois salles. La première est consacrée au contexte géologique et topographique local. La seconde se concentre sur l'époque préhistorique et expose les résultats des fouilles locales. Enfin, la troisième et la plus importante abrite le mobilier archéologique trouvé dans les villas de Lassalles et de La Hillère.
L'ancien musée communal composé de deux salles, attenant à la mairie, a fermé avant l'ouverture du nouveau musée. En 2017, les deux salles Préhistoire et Époque gallo-romaine du musée avaient été vidées, malgré les protestations locales, à des fins d'inventaire et de restaurations, en vue de préparer l'ouverture du nouveau musée.

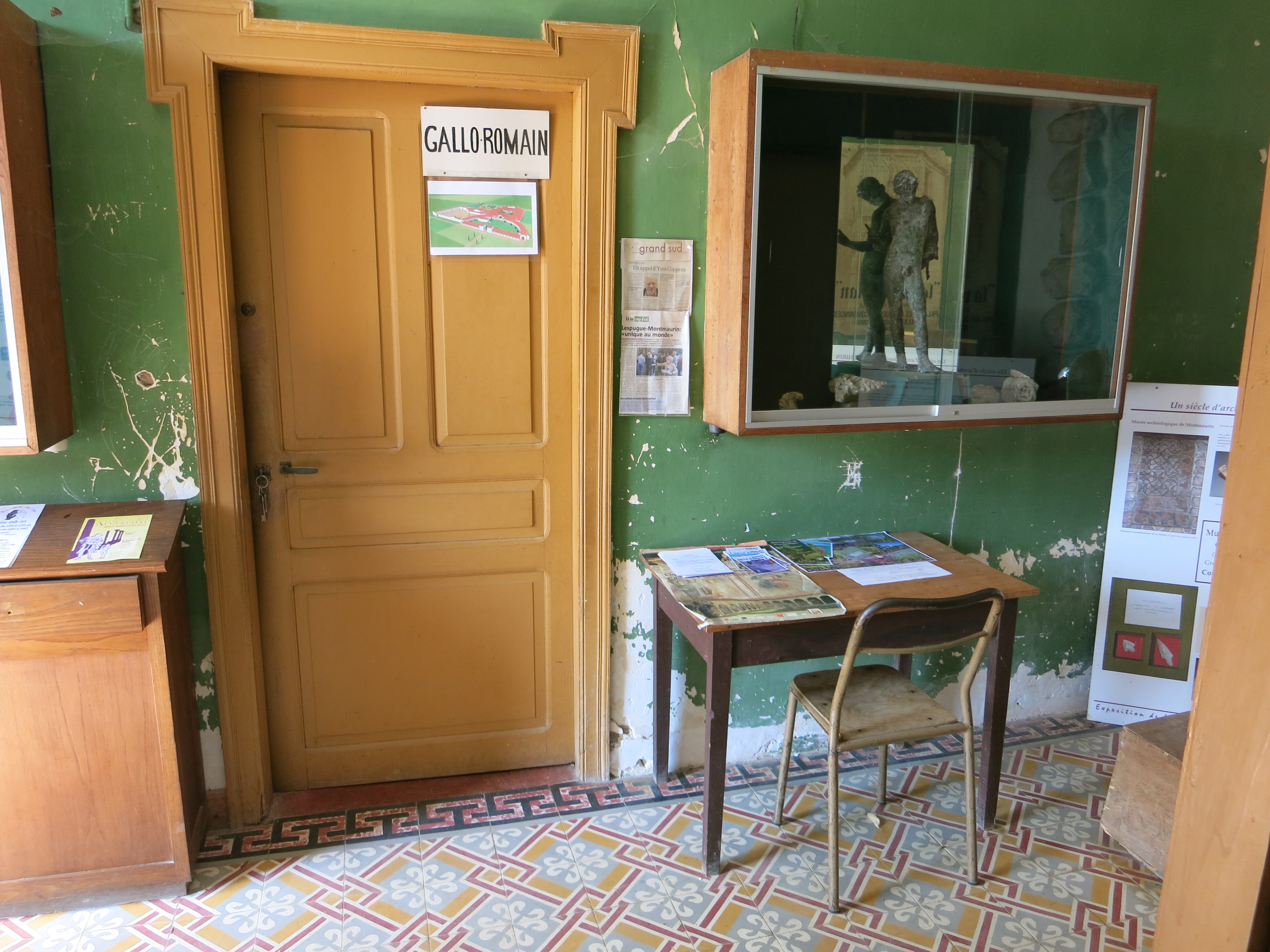
L'entrée de l'ancien musée.
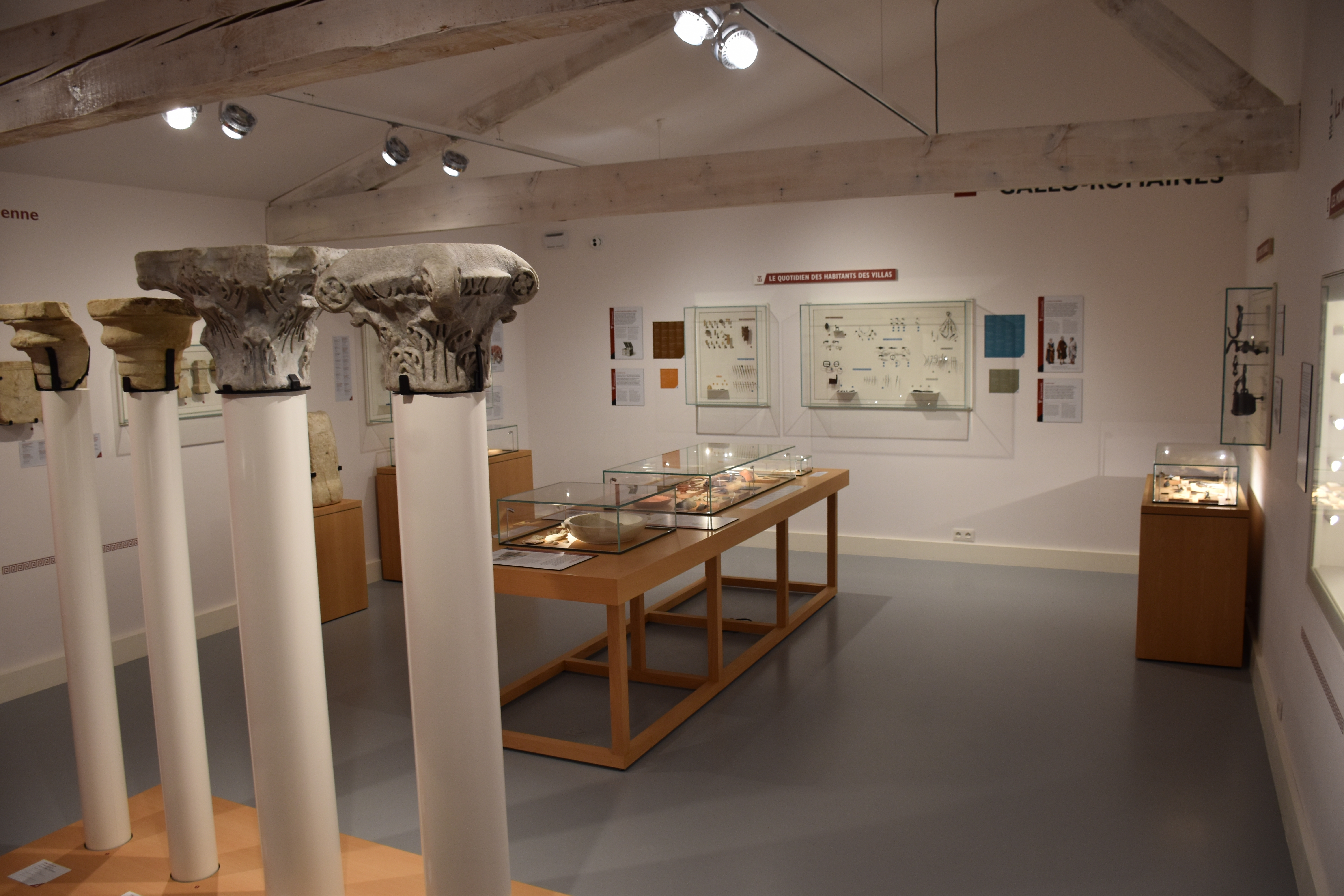
Salle du nouveau musée inauguré en 2020.
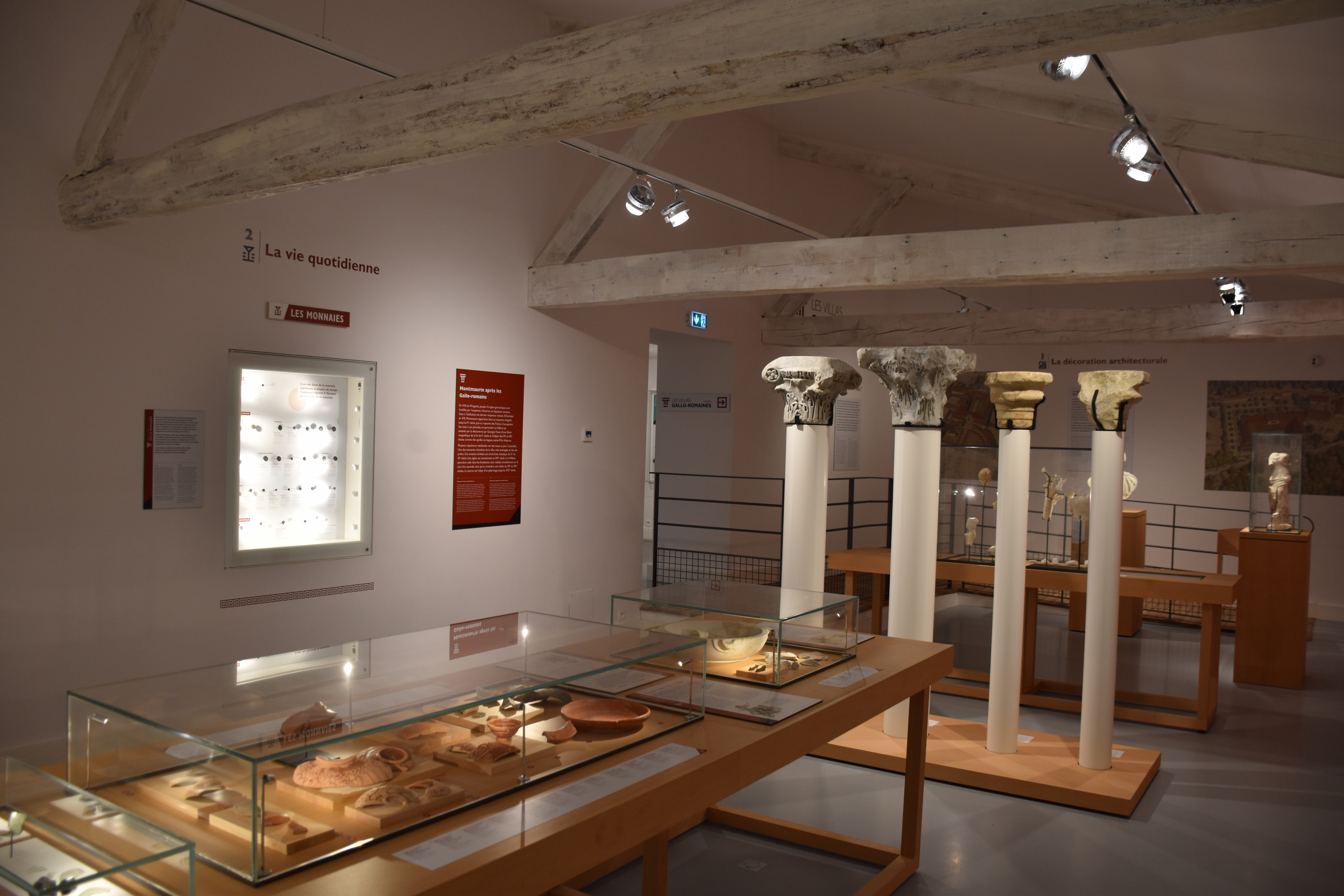
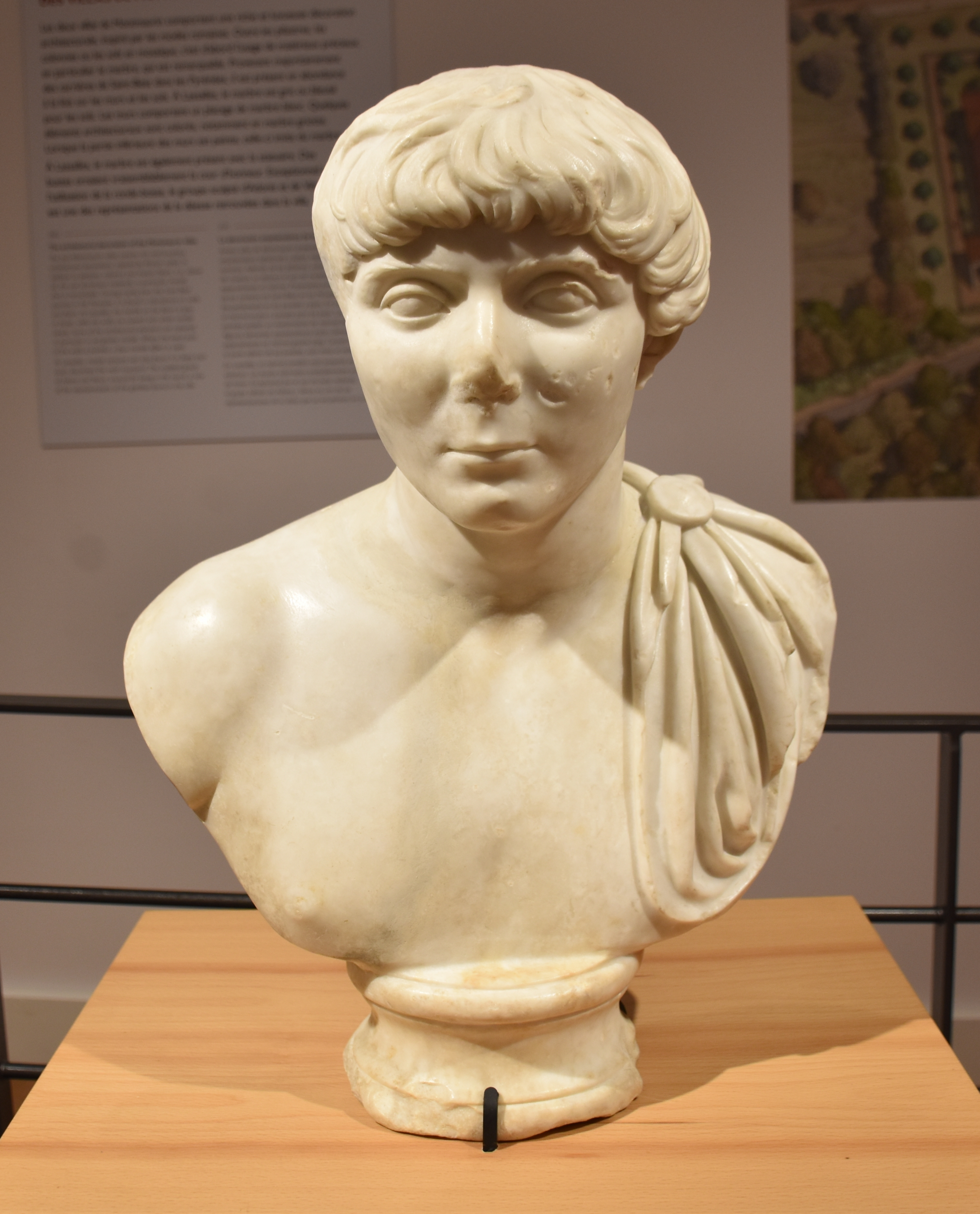
Buste d'adolescent.
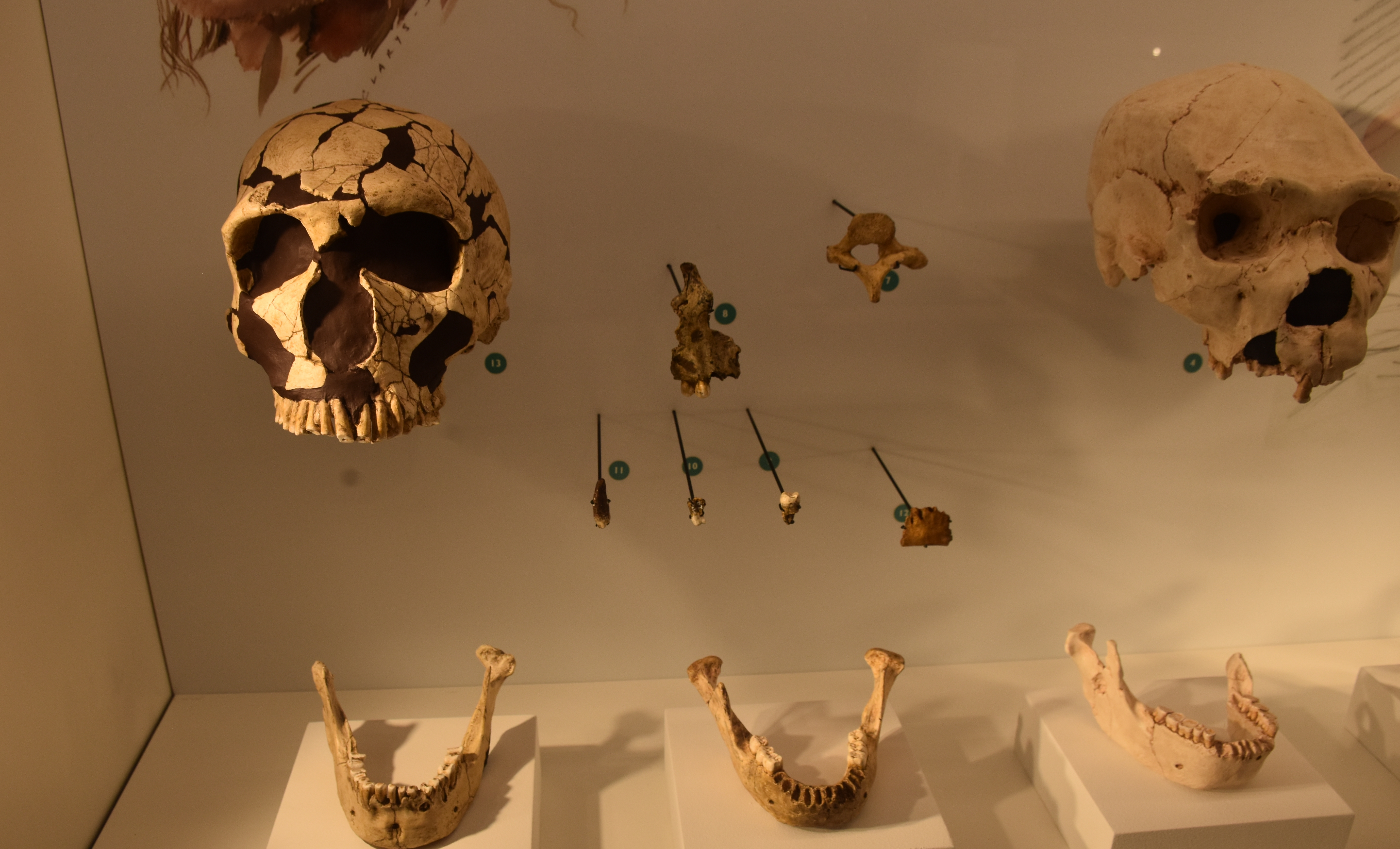

### Église de l'Assomption

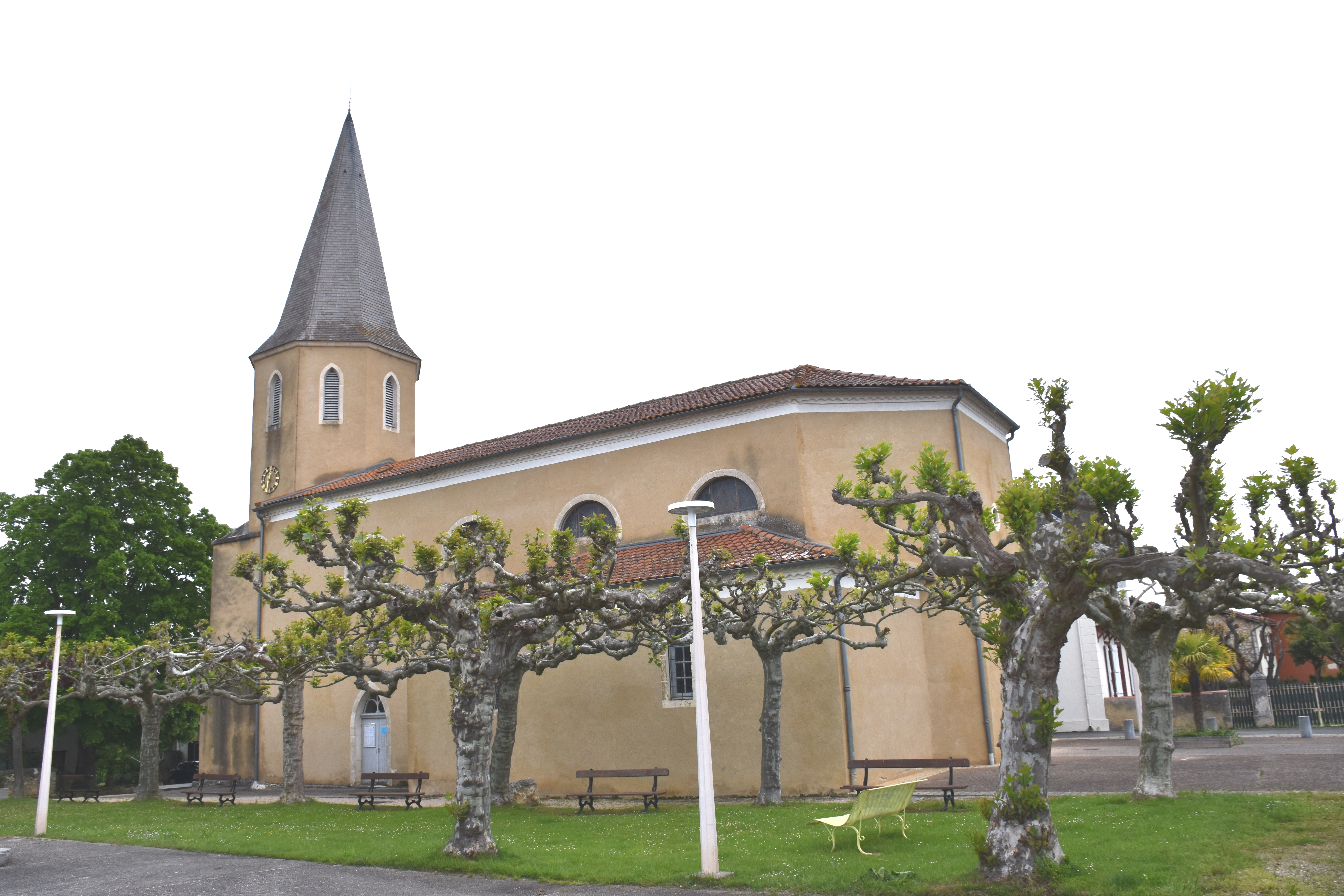
L'église de l'Assomption de Marie.

L'église de l'Assomption est l'église paroissiale du village.

### Grottes de Montmaurin
Il s'agit d'un site préhistorique situé dans les gorges de la Seygouade, à quelque sept cents mètres au nord-ouest du centre du village de Montmaurin. C'est une paroi verticale de calcaire sur laquelle on distingue des cavités situées à trois niveaux :
Au niveau supérieur se trouvent la grotte de Montmaurin ou grotte Boule (du nom du paléontologue Marcellin Boule qui explora cette cavité) et la grotte de la Terrasse.
Au niveau intermédiaire on trouve plusieurs cavités dont la grotte de Coupe-Gorge et la grotte de la Niche, où Raoul Cammas découvrit en 1949 la « mandibule de Montmaurin » (190 ka - 240 ka).
Au niveau inférieur se trouve la grotte du Putois.
En 2020, une dent néandertalienne vieille de 70 000 ans a été découverte sur le site.

### Personnalités liées à la commune
- René de Saint-Périer (1877-1950), comte, archéologue et préhistorien. Il explora les grottes de Montmaurin dans le secteur de Coupe-Gorge de la vallée de la Seygouade. Avec sa femme, ils visitèrent une douzaine de petites cavités de la vallée de la Save de 1920 à 1937.
- Norbert Casteret (1897-1987), explorateur du monde souterrain. Il utilisa la technique de colorant à la fluorescéine pour comprendre l’origine de la résurgence de La Hillère et montra ainsi que l'eau provenant d'une perte de la Save quelque 5 km en amont près du village de Larroque, mettait 63 heures avant de surgir à La Hillère.
- Louis Méroc (1904-1970), préhistorien. Il conduisit de 1946 à 1961 des fouilles stratigraphiques sur plusieurs cavités de la vallée de la Save, qui devinrent des modèles du genre pour les préhistoriens.
- Georges Fouet (1922-1993), archéologue, spécialiste de la période romaine. Il fouilla les deux villas antiques de la rive droite de la Save : Lassalles de 1946 à 1960 et La Hillère de 1963 à 1969.